# حامد البيتاوي
الشيخ حامد البيتاوي (1944-2012م) داعية إسلامي فلسطيني، وسياسي، ومقاوم، وخطيب، وكاتب، كان رئيس رابطة علماء فلسطين وخطيب المسجد الأقصى والنائب في المجلس التشريعي الفلسطيني عن كتلة التغيير والإصلاح المحسوبة على حركة المقاومة الإسلامية (حماس). تعرض لتضييقات عديدة، وأبعدته إسرائيل لمرج الزهور، وحاولت حركة فتح اغتياله، واعتقلته السلطة الفلسطينية والاحتلال الإسرائيلي.

## نشاته وتعليمه
ينحدر الشيخ حامد من قرية بيتا جنوب شرق نابلس شمال الضفة الغربية، ودرس فيها مراحله الدراسية الأولى عام 1946، وتخرج في كلية الشريعة بالجامعة الأردنية عام 1968، ثم حصل على درجة الماجستير في الفقه والتشريع، في كلية الشريعة بجامعة النجاح بنابلس عام 1991.
ثم عمل الشيخ في المحاكم الشرعية الفلسطينية، وتدرج بالعمل فيها إلى أن عُيّن قاضيا شرعيا لمحكمة الاستئناف الشرعية بالضفة الغربية، ثم عضوا بمجلس القضاء الأعلى.

## داعية
ويسكن البيتاوي مدينة نابلس منذ عشرات السنين، ويُعتبر من كبار الدعاة الإسلاميين في فلسطين، لا سيما أنه عمل خطيبا للمسجد الأقصى لعدة سنوات، ورئيسا لرابطة علماء فلسطين.

## تحت الإقامة الجبرية
غير أن سلطات الاحتلال كانت له بالمرصاد دوما، حيث أقدمت السلطات الإسرائيلية على فرض الإقامة الجبرية عليه عام 1979، ومنعه من مغادرة مكان سكنه في نابلس لعدة سنوات ومنعته من السفر خارج الوطن.

## في سجن الاحتلال
اعتقلته عام 1990 لمدة عام كامل قضاه في مختلف سجون الاحتلال.
وأعاد الاحتلال الإسرائيلي اعتقاله عام 2007 إثر انتخابه عضوا في المجلس التشريعي عن كتلة التغيير والإصلاح المحسوبة على حماس عام 2006، وذلك ضمن حملة استهدفت غالبية نواب ووزراء ورؤساء البلديات والمجالس المحلية التابعة لقائمة التغيير والإصلاح في الضفة الغربية، حيث كان لا يزال يقبع عند وفاته قرابة 27 نائبا تشريعيا في سجون الاحتلال.

## إبعاده إلى مرج الزهور
أبعد إلى مرج الزهور على الحدود اللبنانية الاسرائيليلة عام 1992م، مع ثلة من قادة حماس، حيث قضى عاماً كاملاً في الإبعاد.

## في سجن السلطة الفلسطينية
اعتقلته السلطة الفلسطينية التابعة لحركة فتح لعدة أشهر عام 1998 لمعارضته المفاوضات مع إسرائيل، تعرض فيها للتعذيب.

## في المجلس التشريعي
انتخب عضواً في المجلس التشريعي الفلسطيني عن كتلة التغيير والإصلاح المحسوبة على حركة حماس عام 2006م.

## مناهضا للاحتلال
- حذر البيتاوي كثيرا من تهويد المقدسات الإسلامية، ولذلك منعه الاحتلال الإسرائيلي من مواصلة الخطابة.
- أفتى بحرمة جميع أشكال التطبيع مع إسرائيل، وعدّه موالاة لأعداء الله، وشدد على أن فلسطين من بحرها إلى نهرها أرض إسلامية لا حق لليهود فيها، وأن المسجد الأقصى والقدس أمانة في أعناق كل المسلمين جميعًا أينما كانوا.[2]
- حاور صحفياً إسرائيلياً وقال له: أنتم لن تعيشوا عشرات السنين، وبلِّغ كل الإسرائيليين أن فلسطين أرض عربية إسلامية من بحرها إلى نهرها.[3]

## مؤلفاته
أصدر الشيخ البيتاوي عدة مؤلفات في حياته منها الدينية وأخرى سياسية، كان أهمها:
- سلسلة خطب داعية[4]
- ذكريات الإبعاد في مرج الزهور
- ذكرياتي في جماعة الإخوان المسلمين
- رجال عرفتهم
- وكتاب (اليهود)
- المنافقون في القرآن الكريم
- انتفاضة الأقصى.[5]

## السلطة (حركة فتح) تحاول اغتياله
اعترضه أحد ضباط الأمن الوقائي في نابلس في شهر 4 عام 2010م واطلق عليه النار محاولاً قتله، لكن إصاباته لم تكن قاتلة، فأصيب الشيخ بعيار ناري خلال تواجده في سوق نابلس المركزي.
وسرد الشيخ البيتاوي في تصريح له لإحدى الإذاعات المحلية ما حدث معه في سوق نابلس حينما اعترضه أحد ضباط الأمن الوقائي وكيف أطلق النار عليه بشكل مباشر وإصابته في قدمه، وذلك بعدما سب الذات الإلهية والشتم له ولحركة «حماس».
وقال البيتاوي «هذه الأجهزة التي يفترض ان تحافظ على المواطن هي التي تمارس الفوضى الأمنية، هذا شروع بالقتل، وهذه ليست هذه المرة الأولى في المرة السابقة أطلقت النار على سيارتي».
وأضاف: «أنا على قناعة أن هذا عمل مقصود ورسالة لا تريد المصالحة مع الحركة الإسلامية ولا نريد التوحد». وتابع: «هذه الجريمة النكراء مبيت من الأجهزة الأمنية، وأنا اتهم الأجهزة الأمنية مباشرة».
هذا وقالت قالت رابطة علماء فلسطين أنها تنظر بخطورة بالغة لحادث استهداف الشيخ حامد البيتاوي رئيس الرابطة في الأراضي الفلسطينية، معتبرة ذلك «تجاوزاً للخطوط الحمراء، وإمعاناً في استهداف الرموز الدينية والوطنية».

### ردود فعل
خرجت مسيرات حاشدة بمدينة غزة تنديداً بمحاولة اغتيال البيتاوي ودعوات للقاهرة للضغط على «عباس» لمحاسبة المعتدين.
واعتبرت حركة المقاومة الإسلامية (حماس) أن سكوت فتح يعني مشاركتها بالاعتداء على البيتاوي.
واعتبر د.إسماعيل رضوان القيادي في حركة المقاومة الإسلامية «حماس» أن صمت حركة فتح على محاولة اغتيال" القيادي في «حماس» النائب الشيخ حامد البيتاوي يعني أنها مشاركة فيها. وأضاف رضوان في كلمة له مساء الأحد (19/4/2010) خلال مسيرات نظمتها حركة «حماس» عقب صلاة المغرب وتجمعت عند المجلس التشريعي الفلسطيني بمدينة غزة استنكارًا لمحاولة الاغتيال: "إننا نحمل رئيس السلطة المنتهية ولايته محمود عباس ورئيس وزرائه (غير الدستوري) سلام فياض المسؤولية الكاملة عن هذا الاعتداء". وقال رضوان أن كتائب "القسام" ستصل إلى الأيادي التي امتدت على الشيخ البيتاوي، مضيفًا: "نقول للذين ربطوا مصيرهم وأنفسهم بالاحتلال ووجوده، عليكم أن تتعظوا من فلول الهاربين من الأجهزة الأمنية والفلتان الأمني الذي حدث في غزة قبل الحسم في 2007, ولن تكونوا في مأمن من أيادي المجاهدين وستطالكم أيادي "القسام", ولن ننسى الاعتداء على أبناء شعبنا". ودعا الفصائل الفلسطينية التي تستنكر باستمرار ما يحدث في غزة إلى إبداء موقفها من هذا الحادث، مطالبًا مصر راعية الحوار الوطني الفلسطيني، والتي أعطت وعدًا بالضغط للإفراج عن المعتقلين السياسيين في الضفة، بالتدخل والضغط على عباس حتى يقوم باعتقال المجرمين ومحاصرتهم.
ودعت كتلة «حماس» البرلمانية الوسيط المصري بأن يكون له موقف واضح من محاولة اغتيال الشيخ حامد البتاوي عضو المجلس التشريعي عن حركة المقاومة الإسلامية «حماس».
رابطة علماء فلسطين أنها تنظر بخطورة بالغة لحادث استهداف الشيخ حامد البيتاوي رئيس الرابطة في الأراضي الفلسطينية، معتبرة ذلك «تجاوزاً للخطوط الحمراء، وإمعاناً في استهداف الرموز الدينية والوطنية».

## مرضه ووفاته
توفى الشيخ البيتاوي في مستشفى القدس، ولقد أثر على صحة الشيخ البيتاوي قبل وفاته السجن والإبعاد كثيرا؛ حيث كان يعاني الشيخ الذي أجرى عملية «قسطرة» عام 1995 من أمراض صحية مزمنة، تتمثل بضغط الدم والسكري الذي أدى خلال الشهرين الماضيين لبتر أربعة من أصابع قدمه. فقد أجرى عملية قلب مفتوح قبل ثلاثة أسابيع من وفاته، وكان يعاني من تجلط سابق في القلب أدى لضعف كبير في عضلة القلب.
ونعت القوى الوطنية والإسلامية بمدينة نابلس -وعبر مكبرات الصوت في المساجد- الشيخ البيتاوي، كما نعاه رئيس المجلس التشريعي الدكتور عزيز الدويك في بيان له من داخل سجنه عوفر.

## روابط خارجية
- ملف خاص من موقع القسام عن حامد البيتاوي
- سيرته على موقع كتلة التغيير والإصلاح - النائب حامد سليمان جبر خضير (الشيخ حامد البيتاوي)  نسخة محفوظة 16 أكتوبر 2014 على موقع واي باك مشين.